# 御所ヶ谷神籠石
御所ヶ谷神籠石（ごしょがたにこうごいし）は、福岡県行橋市・京都郡みやこ町にまたがる御所ヶ岳（ホトギ山）に築かれた、日本の古代山城（神籠石系山城）。城跡は1953年（昭和28年）11月14日、「御所ヶ谷神籠石」の名称で国の史跡に指定されている。

## 概要
御所ヶ谷神籠石は発掘調査の結果、古代山城であることが確定した。しかし、日本書紀などの史書に記載が無く、築城主・築城年は不明である。663年の白村江の戦いで、唐・新羅連合軍に大敗したことを契機に、7世紀後半頃に築かれたと考えられている。
御所ヶ谷の山城は、京都平野（みやこへいや）の南側を東西に連なる馬ヶ岳連山の一角に築かれる。周防灘に面した京都平野は、いち早く倭政権の勢力が波及し、4-7世紀にかけて豊前地方を代表する大型首長墓が築かれる。その後、8世紀に国府が置かれ、九州北東部の行政の中心地であった。また、山城の北麓に大宰府と豊前の国府を結ぶ官道が東西に貫き、南麓に豊前と筑前を結ぶ道が通る。そして、北方約7キロメートルに古代の要港の草野津が位置して、陸海交通の要衝であった。御所ヶ谷の山城は、このころの周防灘沿岸地方の最大の遺構である。
山城は、標高246.9メートルの御所ヶ岳（ホトギ山）から西側に伸びる尾根の約1キロメートルを底辺とし、北側の谷を頂点とする逆三角形状の北斜面領域に広がる。城壁の外周は、自然地形の崖を含めて約3キロメートルである。外郭線が最も下る西門は標高65メートルで高低差が大きく、地形は起伏があり平坦地は少ない。そして、谷部には石塁が築かれた包谷式の山城である。
土塁は2キロメートルで、概ね基底部の幅約7m×高さ約5m、壁面は70度-80度で立ち上がる。大半は内托式の土塁で、積土の厚さ3cm-10cmの版築土塁・花崗岩の切石列石・工事用の柱穴が検出されている。そして、全ての発掘調査区の列石が、版築土で覆われていた。 
城門は、中門・東門・第二東門・第二南門・南門・第二西門・西門の7か所が開く。中門と西門は、谷に築かれた大規模な城門で、他は稜線に築かれた小型の城門である。御所ヶ谷の山城を象徴する中門は、石塁の東寄りに幅は6mの門道を有する。西側の切石の石塁は、高さ7.5mで前面は二段に築かれる。上段は5m・下段は2.5mで、下段に排水溝を設けて水門（水口）を突出させる。石塁の長さは18mで、上面はアーチダム状に、ゆるやかに弧を描く。この中門の水門は、石工技術を結集した神籠石の白眉とされている。
城内の標高121メートルの尾根上に、一棟分の梁行3間×桁行4間の総柱礎石建物跡があり、列石が転用されている。眺望の良い城の中央に位置し、城内の各所との連絡が容易な場所であり、城跡遺構とされている。
城内の馬立場（うまたてば）は、湿地の外側に石塁状の遺構がある。遺構が渓流を堰き止めているため、山城の貯水施設とされている 。
中門の西側の城内で、長さ300メートルの未完成の土塁遺構が残存する。列石の多くが抜き取られているが、列石背面の版築層が確認されている。そのため、工事途中で計画が変更されたとされている。
「御所ヶ谷」の地名は、景行天皇の熊襲征伐にあたり、この地に行宮がおかれたとの伝承による。城内に景行神社が鎮座する。
2008年、神籠石を有する自治体が行橋市に参集し、「第3回 神籠石サミット」が開催された。2009年、「第4回 神籠石サミット」が久留米市で開催された後、他の古代山城を有する自治体が加わり、2010年より「古代山城サミット」へと展開されている。

## 関連の歴史
『日本書紀』に記載された白村江の戦と、防御施設の設置記事は下記の通り。
- 天智天皇2年（663年）：白村江の戦いで、倭（日本）・百済復興軍は、朝鮮半島で唐・新羅連合軍に大敗する。
- 天智天皇3年（664年）：対馬島・壱岐島・筑紫国などに防人と烽（とぶひ）を配備し、筑紫国に水城を築く。
- 天智天皇4年（665年）：長門国に城を築き、筑紫国に大野城と基肄城を築く。
- 天智天皇6年（667年）：大和国に高安城・讃岐国に屋嶋城・対馬国に金田城を築く。この年、中大兄皇子は大津に遷都し、翌年の正月に天智天皇となる。

## 調査・研究
遺構に関する内容は、概要に記述の通り。
- 考古学的調査は、1908年（明治41年）、伊藤尾四郎が学会に紹介したことを嚆矢とする[4]。1963年～1964年に行われた、「おつぼ山神籠石」と「石城山神籠石」の発掘調査は、山城説を決定させた調査であったとされている[11]。そして、御所ヶ谷神籠石の発掘調査は1993年（平成5年）に開始された。調査成果は、行橋市教育委員会が発行の『史跡 御所ヶ谷神籠石』、1998年。同、『史跡 御所ヶ谷神籠石 Ⅰ 』、2006年。同、『史跡 御所ヶ谷神籠石 Ⅱ 』、2014年で報告されている。

- 九州管内の城も、瀬戸内海沿岸の城も、その配置・構造から一体的・計画的に築かれたもので、七世紀後半の日本が取り組んだ一大国家事業である[12]。

- 1898年（明治31年）、高良山の列石遺構が学会に紹介され、「神籠石」の名称が定着した[注 4]。そして、その後の発掘調査で城郭遺構とされた。一方、文献に記載のある大野城などは、「朝鮮式山城」の名称で分類された。この二分類による論議が長く続いてきた。しかし、近年では、学史的な用語として扱われ[注 5]、全ての山城を「古代山城」という共通の事項で検討することが定着してきた。また、日本の古代山城の築造目的は、対外的な防備の軍事機能のみで語られてきたが、地方統治の拠点的役割も認識されるようになってきた[13]。

## 現地情報
御所ヶ谷神籠石（城）は、史跡自然公園「御所ヶ谷住吉池公園」として、駐車場ほかの便益施設が整備されている。遊歩道に沿って土塁・石塁などを見学することができる 。

## アクセス
- 平成筑豊鉄道田川線豊津駅からタクシーで11分。
- 行橋駅から太陽交通バス勝山新町線に乗車し「津積」下車、徒歩26分（2100m）。
- マイカーの場合、東九州自動車道行橋インターチェンジから約7㎞、みやこ豊津インターチェンジから約8㎞。